# حديقة النقازة الوطنية
حديقة النقازة الوطنية هي متنزه وطني في ليبيا في منطقة المرقب بالقرب من طرابلس، تأسست في عام 1993 وتغطي مساحة 4,000 هكتار (9,900 أكر).

## الوصف
تقع حديقة النقازة الوطنية غرب مدينة الخمس، على بعد 98 كيلومترًا إلى الشرق من طرابلس. أُنشأت هذه المنطقة حديقةً وطنيةً عام 1992، وتتميز بتنوعها الطبيعي، حيث تضم غابات جبلية كثيفة من أشجار الصنوبر، ومنطقة ساحلية تتميز بالأراضي الرطبة والشواطئ الرملية والصخرية. تبلغ مساحة الحديقة حوالي 4000 هكتار، منها 600 هكتار محمية بشكل كامل.

## النباتات والحيوانات
تضم الحديقة أنواعًا مختلفة من الطيور مثل طيور النورس، بالإضافة إلى أنواع أخرى من الحيوانات مثل الفقمة.

## روابط خارجية
- Protected Planet

- المتنزهات الوطنية في العالم[وصلة مكسورة]